# Slovački nogometni savez
Nogometni savez Slovačke (slovački: Slovenský futbalový zväz) je najviše nogometno tijelo u Slovačkoj. Sjedište nogometnog saveza je u Bratislavi.
Nogometni savez Slovačke je osnovan 1938. godine. Član FIFA-e je od 1994. a UEFA-e od 1993. Prva međunarodna utakmica odigrana je 1994. godine u Dubaiju, protiv UAE.
Nogometni savez Slovačke organizira takmičenja:
- Prva nogometna liga Slovačke (slovački: Najvyššia slovenská futbalová liga - Fortuna liga),
- Druga nogometna liga Slovačke (slovački: 2. slovenská futbalová liga),
- Treća nogometna liga Slovačke (slovački: 3. slovenská futbalová liga),
- Četvrta nogometna liga Slovačke (slovački: 4. slovenská futbalová liga),
- Kup Slovačke u nogometu (slovački: Slovenský Pohár),
- Superkup Slovačke u nogometu (slovački: Slovenský Superpohár),
- Ženska nogometna liga Slovačke (slovački: Prvá slovenská futbalová liga (ženy)),
- Ženski nogometni kup Slovačke,
- Futsal.

Pod kontrolom nogometnog saveza Slovačke su i nacionalne reprezentacije: muška, ženska te ostale reprezentacije u omladinskim kategorijama: muške U21, U20, U19, U18, U17, U16, U15 i ženske U19, U17, U15.

## Vanjske poveznice
- Službena stranica nogometnog saveza Slovačke
- Slovačka na službenoj stranici FIFA-e  Arhivirana inačica izvorne stranice od 16. listopada 2018. (Wayback Machine)
- Slovačka na službenoj stranici UEFA-e